# Polat Çayı
La rivière de Polat (Polat Çayı, Fındık Çayı) est une rivière turque coupée par le barrage de Polat dans la province de Malatya. Ses eaux vont rejoindre le lac du barrage de Sultansuyu.